# Paracalyx balfouri
Paracalyx balfouri är en ärtväxtart som först beskrevs av Friedrich Vierhapper, och fick sitt nu gällande namn av Syed Irtifaq Ali. Paracalyx balfouri ingår i släktet Paracalyx och familjen ärtväxter. Inga underarter finns listade i Catalogue of Life.